# Entidad promotora de salud
En Colombia, las entidades promotoras de salud (EPS) son organismos que se encargan de la afiliación y del registro de asegurados al sistema de salud pública de ese país. Son responsables de administrar los recursos de los trabajadores aportantes con el fin de mantener en funcionamiento a las instituciones prestadoras de servicios de salud (IPS), compuestras por hospitales y clínicas, de capital público como privado.

## Regímenes
Las EPS actúan en dos regímenes de afiliación: el contributivo y el subsidiado. Algunas tienen autorización para actuar en ambos.[cita requerida]
- Régimen contributivo: fue creado por medio de la Ley 100 de 1993 del Congreso de Colombia, como:

un conjunto de normas que rigen la vinculación de los individuos y las familias al sistema general de seguridad social en salud, cuando tal vinculación se hace a través del pago de una cotización, individual y familiar, o un aporte económico previo financiado directamente por el afiliado o en concurrencia entre éste y su empleador
Congreso de la República de Colombia, Ley 100 de 1993, artículo 202.

En Colombia, las personas con capacidad de pago deben afiliarse a una EPS y deben pagar un monto de dinero de forma periódicamente por el servicio de salud recibido. El personal médico se encarga de brindar servicios a los asegurados en las IPS, las cuales facturan por sus servicios a las EPS.
- Régimen subsidiado: creada para personas sin capacidad de contribuir monteriamente a las EPS. En este régimen, el Estado subsidia su afiliación y cubren sus gastos médicos en las EPS.

## Tipos
En Colombia, la afiliación de asegurados se encuentra en su mayoría en manos de EPS cuyo capital, generalmente, es mixto: tanto el Estado como empresas privadas son accionistas. Esta estructura fue diseñada para brindar servicios a la población de forma más accesible. Antes de la reforma, el Instituto de Seguro Social (ISS) era la principal entidad de seguridad social en salud en el país, propiedad del Estado. En 2008, fue privatizada.
Desde entonces, Caprecom lideró como la principal EPS de capital público hasta su liquidación en 2016.[cita requerida]

## Red de servicios
Las EPS deben conformar una red médica para cumplir con sus responsabilidades. De esta forma, una EPS puede contratar a IPS de forma autónoma e independiente o, en su defecto, conformar su propia red médica (integración vertical) tal cual lo permita la ley. Además, las EPS deben contratar un porcentaje determinado mínimo con IPS públicas.

## Fiscalización
En Colombia, las EPS están fiscalizadas por la Superintendencia de Salud, reguladas por el Ministerio de Salud y Protección Social, y por la legislación vigente.